# 山口巖雄
山口 巖雄（やまぐち いわお、1942年〈昭和17年〉9月28日 - ）は、日本の政治家。神奈川県厚木市長（3期）。神奈川県議会議員（2期）を務めた。現在3園の保育園を率いる社会福祉法人「県央いずみ会」の理事長を務める。

## 略歴・人物
1942年　神奈川県厚木市生まれ。厚木市立南毛利小学校、厚木市立南毛利中学校、神奈川県立厚木高等学校卒業。
1965年　立教大学経済学部経済学科在学中、立教大学体育会陸上競技部にて東京箱根間往復大学駅伝競走大会に出場
1987年　神奈川県議会議員選挙に自由民主党公認で出馬し当選
1995年　県議を2期目の任期途中で辞職。厚木市の財政を再建し立て直すとともに発展を目的に、厚木市長選挙に無所属で出馬し、初当選し4代目厚木市長として3期（1995年2月23日～2007年2月22日）を務める。
2007年　数多くの継続中の政策を残し、「多選防止」とした小林常良との市長選で市長を退く。
市長時代「改めるもの」「残すべきもの」「全く新たにつくるもの」の3つの視点から、従来の慣習にとらわれることなく厚木市のゼロベースからの出発とし、事務事業1,421件の総点検を実施。改革実施のため、順次条例、規則などの改正を積極的に進め、効果的な行政運営を行う。
2012年 11月3日旭日小綬章を受章。

## 箱根駅伝記録／立教大学体育会陸上競技部時代
東京箱根間往復大学駅伝競走大会に立教大学体育会陸上競技部として出場
- 第38回（1962年）　8区　1時間07分02秒（区間10位）
- 第40回（1964年）　2区　1時間20分08秒（区間3位）－この年順天堂大学2年澤木啓祐は15位の1時間22分11秒

## 市政
- 1996年 厚木市がホームページを開設
- 1997年 厚木中央公園が全面開園
- 1998年 市郷土資料館が開館
- 1999年 解体を免れ市へ寄贈された「古民家岸邸」が開館
- 2000年 厚木市は湘南ベルマーレのホームタウンの一つになる。
- 2000年 防災対策を充実させるとともに市民の憩いの場とした「ぼうさいの丘公園」開園－第16回都市公園コンクール公園設計部門「日本公園緑地協会長賞」受賞
- 2003年 厚木市立病院開院
- 2006年 厚木市東京事務所を開設し、企業誘致を推進。厚木の財政回復に大きな功績を遺す。
- 2012年に開設された火葬場が併設されている「厚木市斎場」は、山口氏が市長現役時代、当時斎場がないことで隣町を利用していたことに必要を切望し要請、周囲との調整をとり、厚木市民にとって、有益な場となっている。
- 2013年に開通した圏央厚木インターチェンジは、当時4つの高規格幹線道路などのインターチェンジを有機的に機能させる「ハイウエーのまち」と題して、基盤と礎を築き軌道に乗せた。

- 神奈川県央地区の中でも厚木市に200人近くのホームレスが多いことに向き合い、相模川や市街地に住む「ホームレス対策」として生活保護制度の適用や市救急医療対策事業による医療費の給付、必要に応じて保健婦による健康相談などを行い「ホームレス巡回相談員規程」の礎を作った。

- 行財政改革に積極的に努め、1600億円の借金を1000億円になるまで返済をし、厚木市財政の再生を図った。